# Doggumentary
Doggumentary is het elfde studioalbum van de Amerikaanse rapper Snoop Dogg, uitgebracht door Priority Records op 29 maart 2011. 

## Tracklist
| Nr. | Titel                                                     | Producer(s)                                | Duur |
| --- | --------------------------------------------------------- | ------------------------------------------ | ---- |
| 1.  | Toyz N Da Hood (met Bootsy Collins)                       | Jake One                                   | 2:40 |
| 2.  | The Way Life Used to Be                                   | Battlecat                                  | 3:43 |
| 3.  | My Own Way (met Mr. Porter)                               | Mr. Porter                                 | 3:05 |
| 4.  | Wonder What It Do (met Uncle Chucc)                       | Battlecat                                  | 3:43 |
| 5.  | My Fucn House (met Young Jeezy & E-40)                    | Rick Rock                                  | 5:07 |
| 6.  | Peer Pressure (met Traci Nelson)                          | Fredwreck                                  | 4:07 |
| 7.  | I Don't Need No Bitch (met Devin The Dude & Kobe)         | DJ Khalil                                  | 3:59 |
| 8.  | Platinum (met R. Kelly)                                   | Lex Luger                                  | 4:29 |
| 9.  | Boom (met T-Pain)                                         | Scott Storch                               | 3:50 |
| 10. | We Rest N Cali (met Goldie Loc & Bootsy Collins)          | Mr. Porter                                 | 4:10 |
| 11. | El Lay (met Marty James)                                  | Scoop DeVille                              | 4:06 |
| 12. | Gangbang Rookie (met Pilot)                               | Jake One                                   | 3:46 |
| 13. | This Weed Iz Mine (met Wiz Khalifa)                       | Scoop DeVille                              | 3:43 |
| 14. | Wet                                                       | The Cataracs                               | 3:45 |
| 15. | Take U Home (met Too $hort, Kokane & Daz Dillinger)       | Meech Wells, Soul Mechanix (co.)           | 3:55 |
| 16. | Sumthin Like This Night (met Gorillaz)                    | Damon Albarn, Gorillaz (co.) Jason Cox     | 3:37 |
| 17. | Superman (met Willie Nelson)                              | Willie Nelson                              | 2:05 |
| 18. | Eyez Closed (met Kanye West & John Legend)                | Kanye West, Jeff Bhasker, Mike Dean (add.) | 5:02 |
| 19. | Raised in da Hood                                         | Warryn Campbell, DJ Reflex (co.)           | 3:39 |
| 20. | It's D Only Thang                                         | David Banner, THX (co.), Hide Prods        | 3:16 |
| 21. | Cold Game (met Latoiya Williams)                          | Rick Rude                                  | 3:49 |
| 22. | Sweat [iTunes pre-order bonus track] (David Guetta Remix) | David Guetta, The Cataracs                 | 3:16 |